# Paróquia Nossa Senhora da Conceição (Divisa Nova)
A Paróquia Nossa Senhora da Conceição é uma paróquia católica brasileira sediada no município de Divisa Nova, no interior do estado de Minas Gerais. Faz parte da Diocese de Guaxupé, estando situada no Setor Areado.

## Festejos
No dia 8 de dezembro, geralmente comemora-se o dia da Padroeira e sempre no Início de cada ano acontece a tradicional festa em louvor a Nossa Senhora da Conceição e São Sebastião.